# Тест крви за идентификацију појединаца за скрининг рака плућа
Тест крви за идентификацију појединаца за скрининг рака плућа на основу прелиминарних истраживања међународне истраживачке групе, показао се као добра метода, која може да побољша тренутне критеријуме за утврђивање ризика од карцинома плућа и помогне идентификацији већег броја ризичних појединаца за компјутеризовану томографију ЦТ (ЛДЦТ) са ниском дозом. Тест крви мери нивое четири циркулишућа протеина, који се затим користе за израчунавање ризика од рака плућа.

## Општа разматрања
Тест крви се током истраживања показао прецизнијим у откривању будућих случајева рака плућа од контрола заснованих на традиционалном моделу ризика на бази историје пушења и садашњих америчких критеријума за скрининг (тестирање испљувка, рендгенско снимање плућа и компјутеризована томографија (CT) плућа). 
Имајући у виду да је компјутеризована томографија често повезана са великим бројем лажно позитивних налаза, као и да постоји део људи код којих је карцином плућа откривен и лечен, али код којих он можда не би напредовао и изазвао смрт, чак и без лечења, повећан број дијагноза који се данас добија пробиром, често нужно узрокује проблеме, који се називају претерано дијагностицирање. Зато је веча примена тест крви за идентификацију појединаца за скрининг рака плућа, потребна како би се смањилеи донекле ублажиле последице користиа али и штетезасноване на претераној употреби компјутеризоване томографије пробације код особа које имају низак ризик од развоја карцинома плућа.
Алат који се користи за процену ризика базиран на биомаркерима састоји се од панела од четири протеина: 
- канцер антигена 125 (cancer antigen 125 [CA125])
- карциноембрионског антигена (carcinoembryonic antigen [CEA])
- фрагмента цитокератина-19 (cytokeratin-19 fragment [CYFRA 21-1])
- прекурсора сурфактанта Б (surfactant protein B [Pro-SFTPB])

Истраживачи су овај тест развили користећи предиагностичке узорке крви од америчких пацијената са високим ризиком за рак плућа. Том приликом они су обухватили 108 пацијената дугогодишњих пушача, код којих је дијагностикован рак плућа у року од једне године након сакупљања крви, и 216 пацијената који су били део студији са контролисаним пушење: Ефикасност каротена и ретинол код пушача.
За потврђивање теста, и апсолутну процену ризика коришћена су 63 пацијента која су дугогодишњи пушачи, и код којих је дијагностикован рак плућа у року од годину дана након сакупљања крви. Езултати ових пацијенти су се упоређивани са 90 пацијената из студије Европска проспективе у истраживању рака и исхране (ЕПИЦ) и студије Здравља и болести Северне Шведске (НСХДС). Просечна старост болесника била је 58 година; а 69% су били мушкарци.
Истраживачи су онда комбиновали резултат биомаркера са подацима о изложености пушењу. Користећи овај интегрисани модел предвиђања ризика, идентификована су 40 од 63 случаја са раком плућа или 63% будућих случајева рака плућа плућа, за скрининг ЛДЦТ, што одговара сензитивности од 0,63.

## Значај
Имајући у виду да је карцином плућа најчешћи узрок смрти од карцинома у западном свету. Карцином се развија око 20 година, а пушење цигарета је познати узрок болести. Већина карцинома плућа не открива се у раној фази болести. Како се редовно обављање пргледа за рано откривање болести (пробир) предложе особама за које се сматрају да имају висок ризик од ове болести, постоји хитна потреба за побољшањем процене ризика од карцинома плућа јер постојећи критеријуми за скрининг пропуштају велики број случајева. Кроз призму ове чињенице, треба схватити значај тест крви за идентификацију појединаца за скрининг рака плућа, који је оиписан на овој страниици.